# Lista planetelor minore/1701–1800
Aceasta este Lista planetelor minore/1701–1800; pentru a naviga prin lista completă vezi Lista planetelor minore.
Pentru ale detalii vezi și Proiect:Astronomie sau Portal:Astronomie.
| Nume                | Denumire provizorie | Data descoperirii  | Locul descoperirii      | Descoperitor(i)                                        |
| ------------------- | ------------------- | ------------------ | ----------------------- | ------------------------------------------------------ |
| 1701 Okavango       | 1953 NJ             | 6 iulie 1953       | Johannesburg⁠(d)         | J. Churms⁠(d)                                           |
| 1702 Kalahari       | A924 NC             | 7 iulie 1924       | Johannesburg            | E. Hertzsprung⁠(d)                                      |
| 1703 Barry          | 1930 RB             | 2 septembrie 1930  | Heidelberg              | M. F. Wolf                                             |
| 1704 Wachmann       | A924 EE             | 7 martie 1924      | Heidelberg              | K. Reinmuth                                            |
| 1705 Tapio          | 1941 SL1            | 26 septembrie 1941 | Turku                   | L. Oterma                                              |
| 1706 Dieckvoss      | 1931 TS             | 5 octombrie 1931   | Heidelberg              | K. Reinmuth                                            |
| 1707 Chantal        | 1932 RL             | 8 septembrie 1932  | Uccle⁠(d)                | E. Delporte                                            |
| 1708 Pólit          | 1929 XA             | 1 decembrie 1929   | Barcelona               | J. Comas Solá                                          |
| 1709 Ukraina        | 1925 QA             | 16 august 1925     | Crimea-Simeis⁠(d)        | G. A. Șain                                             |
| 1710 Gothard        | 1941 UF             | 20 octombrie 1941  | Konkoly                 | G. Kulin                                               |
| 1711 Sandrine       | 1935 BB             | 29 ianuarie 1935   | Uccle⁠(d)                | E. Delporte                                            |
| 1712 Angola         | 1935 KC             | 28 mai 1935        | Johannesburg⁠(d)         | C. Jackson                                             |
| 1713 Bancilhon      | 1951 SC             | 27 septembrie 1951 | Algiers                 | L. Boyer                                               |
| 1714 Sy             | 1951 OA             | 25 iulie 1951      | Algiers                 | L. Boyer                                               |
| 1715 Salli          | 1938 GK             | 9 aprilie 1938     | Turku                   | H. Alikoski⁠(d)                                         |
| 1716 Peter          | 1934 GF             | 4 aprilie 1934     | Heidelberg              | K. Reinmuth                                            |
| 1717 Arlon          | 1954 AC             | 8 ianuarie 1954    | Uccle⁠(d)                | S. J. Arend⁠(d)                                         |
| 1718 Namibia        | 1942 RX             | 14 septembrie 1942 | Turku                   | M. Väisälä⁠(d)                                          |
| 1719 Jens           | 1950 DP             | 17 februarie 1950  | Heidelberg              | K. Reinmuth                                            |
| 1720 Niels          | 1935 CQ             | 7 februarie 1935   | Heidelberg              | K. Reinmuth                                            |
| 1721 Wells          | 1953 TD3            | 3 octombrie 1953   | Brooklyn⁠(d)             | Indiana University⁠(d)                                  |
| 1722 Goffin         | 1938 EG             | 23 februarie 1938  | Uccle⁠(d)                | E. Delporte                                            |
| 1723 Klemola        | 1936 FX             | 18 martie 1936     | Turku                   | Y. Väisälä⁠(d)                                          |
| 1724 Vladimir       | 1932 DC             | 28 februarie 1932  | Uccle⁠(d)                | E. Delporte                                            |
| 1725 CrAO           | 1930 SK             | 20 septembrie 1930 | Crimea-Simeis⁠(d)        | G. N. Neuimin                                          |
| 1726 Hoffmeister    | 1933 OE             | 24 iulie 1933      | Heidelberg              | K. Reinmuth                                            |
| 1727 Mette          | 1965 BA             | 25 ianuarie 1965   | Bloemfontein⁠(d)         | A. D. Andrews⁠(d)                                       |
| 1728 Goethe Link    | 1964 TO             | 12 octombrie 1964  | Brooklyn⁠(d)             | Indiana University⁠(d)                                  |
| 1729 Beryl          | 1963 SL             | 19 septembrie 1963 | Brooklyn                | Indiana University                                     |
| 1730 Marceline      | 1936 UA             | 17 octombrie 1936  | Nice                    | M. Laugier⁠(d)                                          |
| 1731 Smuts          | 1948 PH             | 9 august 1948      | Johannesburg⁠(d)         | E. L. Johnson⁠(d)                                       |
| 1732 Heike          | 1943 EY             | 9 martie 1943      | Heidelberg              | K. Reinmuth                                            |
| 1733 Silke          | 1938 DL1            | 19 februarie 1938  | Heidelberg              | A. Bohrmann⁠(d)                                         |
| 1734 Zhongolovich   | 1928 TJ             | 11 octombrie 1928  | Crimea-Simeis⁠(d)        | G. N. Neuimin                                          |
| 1735 ITA            | 1948 RJ1            | 10 septembrie 1948 | Crimea-Simeis           | P. F. Șain                                             |
| 1736 Floirac        | 1967 RA             | 6 septembrie 1967  | Bordeaux⁠(d)             | G. Soulié⁠(d)                                           |
| 1737 Severny        | 1966 TJ             | 13 octombrie 1966  | Nauchnij⁠(d)             | L. I. Cernîh                                           |
| 1738 Oosterhoff     | 1930 SP             | 16 septembrie 1930 | Johannesburg⁠(d)         | H. van Gent⁠(d)                                         |
| 1739 Meyermann      | 1939 PF             | 15 august 1939     | Heidelberg              | K. Reinmuth                                            |
| 1740 Paavo Nurmi    | 1939 UA             | 18 octombrie 1939  | Turku                   | Y. Väisälä⁠(d)                                          |
| 1741 Giclas         | 1960 BC             | 26 ianuarie 1960   | Brooklyn⁠(d)             | Indiana University⁠(d)                                  |
| 1742 Schaifers      | 1934 RO             | 7 septembrie 1934  | Heidelberg              | K. Reinmuth                                            |
| 1743 Schmidt        | 4109 P-L            | 24 septembrie 1960 | Palomar                 | C. J. van Houten, I. van Houten-Groeneveld, T. Gehrels |
| 1744 Harriet        | 6557 P-L            | 24 septembrie 1960 | Palomar                 | C. J. van Houten, I. van Houten-Groeneveld, T. Gehrels |
| 1745 Ferguson       | 1941 SY1            | 17 septembrie 1941 | Washington⁠(d)           | J. E. Willis⁠(d)                                        |
| 1746 Brouwer        | 1963 RF             | 14 septembrie 1963 | Brooklyn⁠(d)             | Indiana University⁠(d)                                  |
| 1747 Wright         | 1947 NH             | 14 iulie 1947      | Mount Hamilton⁠(d)       | C. A. Wirtanen⁠(d)                                      |
| 1748 Mauderli       | 1966 RA             | 7 septembrie 1966  | Zimmerwald⁠(d)           | P. Wild                                                |
| 1749 Telamon        | 1949 SB             | 23 septembrie 1949 | Heidelberg              | K. Reinmuth                                            |
| 1750 Eckert         | 1950 NA1            | 15 iulie 1950      | Heidelberg              | K. Reinmuth                                            |
| 1751 Herget         | 1955 OC             | 27 iulie 1955      | Brooklyn⁠(d)             | Indiana University⁠(d)                                  |
| 1752 van Herk       | 1930 OK             | 22 iulie 1930      | Johannesburg⁠(d)         | H. van Gent⁠(d)                                         |
| 1753 Mieke          | 1934 JM             | 10 mai 1934        | Johannesburg            | H. van Gent                                            |
| 1754 Cunningham     | 1935 FE             | 29 martie 1935     | Uccle⁠(d)                | E. Delporte                                            |
| 1755 Lorbach        | 1936 VD             | 8 noiembrie 1936   | Nice                    | M. Laugier⁠(d)                                          |
| 1756 Giacobini      | 1937 YA             | 24 decembrie 1937  | Nice                    | A. Patry                                               |
| 1757 Porvoo         | 1939 FC             | 17 martie 1939     | Turku                   | Y. Väisälä⁠(d)                                          |
| 1758 Naantali       | 1942 DK             | 18 februarie 1942  | Turku                   | L. Oterma                                              |
| 1759 Kienle         | 1942 RF             | 11 septembrie 1942 | Heidelberg              | K. Reinmuth                                            |
| 1760 Sandra         | 1950 GB             | 10 aprilie 1950    | Johannesburg⁠(d)         | E. L. Johnson⁠(d)                                       |
| 1761 Edmondson      | 1952 FN             | 30 martie 1952     | Brooklyn⁠(d)             | Indiana University⁠(d)                                  |
| 1762 Russell        | 1953 TZ             | 8 octombrie 1953   | Brooklyn                | Indiana University                                     |
| 1763 Williams       | 1953 TN2            | 13 octombrie 1953  | Brooklyn                | Indiana University                                     |
| 1764 Cogshall       | 1953 VM1            | 7 noiembrie 1953   | Brooklyn                | Indiana University                                     |
| 1765 Wrubel         | 1957 XB             | 15 decembrie 1957  | Brooklyn                | Indiana University                                     |
| 1766 Slipher        | 1962 RF             | 7 septembrie 1962  | Brooklyn                | Indiana University                                     |
| 1767 Lampland       | 1962 RJ             | 7 septembrie 1962  | Brooklyn                | Indiana University                                     |
| 1768 Appenzella     | 1965 SA             | 23 septembrie 1965 | Zimmerwald⁠(d)           | P. Wild                                                |
| 1769 Carlostorres   | 1966 QP             | 25 august 1966     | Cordoba⁠(d)              | Z. Pereyra⁠(d)                                          |
| 1770 Schlesinger    | 1967 JR             | 10 mai 1967        | El Leoncito⁠(d)          | C. U. Cesco⁠(d), A. R. Klemola⁠(d)                       |
| 1771 Makover        | 1968 BD             | 24 ianuarie 1968   | Nauchnij⁠(d)             | L. I. Cernîh                                           |
| 1772 Gagarin        | 1968 CB             | 6 februarie 1968   | Nauchnij                | L. I. Cernîh                                           |
| 1773 Rumpelstilz    | 1968 HE             | 17 aprilie 1968    | Zimmerwald⁠(d)           | P. Wild                                                |
| 1774 Kulikov        | 1968 UG1            | 22 octombrie 1968  | Nauchnij⁠(d)             | T. M. Smirnova                                         |
| 1775 Zimmerwald     | 1969 JA             | 13 mai 1969        | Zimmerwald⁠(d)           | P. Wild                                                |
| 1776 Kuiper         | 2520 P-L            | 24 septembrie 1960 | Palomar                 | C. J. van Houten, I. van Houten-Groeneveld, T. Gehrels |
| 1777 Gehrels        | 4007 P-L            | 24 septembrie 1960 | Palomar                 | C. J. van Houten, I. van Houten-Groeneveld, T. Gehrels |
| 1778 Alfvén         | 4506 P-L            | 26 septembrie 1960 | Palomar                 | C. J. van Houten, I. van Houten-Groeneveld, T. Gehrels |
| 1779 Paraná         | 1950 LZ             | 15 iunie 1950      | La Plata Observatory⁠(d) | M. Itzigsohn                                           |
| 1780 Kippes         | A906 RA             | 12 septembrie 1906 | Heidelberg              | A. Kopff                                               |
| 1781 Van Biesbroeck | A906 UB             | 17 octombrie 1906  | Heidelberg              | A. Kopff                                               |
| 1782 Schneller      | 1931 TL1            | 6 octombrie 1931   | Heidelberg              | K. Reinmuth                                            |
| 1783 Albitskij      | 1935 FJ             | 24 martie 1935     | Crimea-Simeis⁠(d)        | G. N. Neuimin                                          |
| 1784 Benguella      | 1935 MG             | 30 iunie 1935      | Johannesburg⁠(d)         | C. Jackson                                             |
| 1785 Wurm           | 1941 CD             | 15 februarie 1941  | Heidelberg              | K. Reinmuth                                            |
| 1786 Raahe          | 1948 TL             | 9 octombrie 1948   | Turku                   | H. Alikoski⁠(d)                                         |
| 1787 Chiny          | 1950 SK             | 19 septembrie 1950 | Uccle⁠(d)                | S. J. Arend⁠(d)                                         |
| 1788 Kiess          | 1952 OZ             | 25 iulie 1952      | Brooklyn⁠(d)             | Indiana University⁠(d)                                  |
| 1789 Dobrovolsky    | 1966 QC             | 19 august 1966     | Nauchnij⁠(d)             | L. I. Cernîh                                           |
| 1790 Volkov         | 1967 ER             | 9 martie 1967      | Nauchnij                | L. I. Cernîh                                           |
| 1791 Patsayev       | 1967 RE             | 4 septembrie 1967  | Nauchnij                | T. M. Smirnova                                         |
| 1792 Reni           | 1968 BG             | 24 ianuarie 1968   | Nauchnij                | L. I. Cernîh                                           |
| 1793 Zoya           | 1968 DW             | 28 februarie 1968  | Nauchnij                | T. M. Smirnova                                         |
| 1794 Finsen         | 1970 GA             | 7 aprilie 1970     | Hartbeespoort           | J. A. Bruwer⁠(d)                                        |
| 1795 Woltjer        | 4010 P-L            | 24 septembrie 1960 | Palomar                 | C. J. van Houten, I. van Houten-Groeneveld, T. Gehrels |
| 1796 Riga           | 1966 KB             | 16 mai 1966        | Nauchnij⁠(d)             | N. S. Cernîh                                           |
| 1797 Schaumasse     | 1936 VH             | 15 noiembrie 1936  | Nice                    | A. Patry                                               |
| 1798 Watts          | 1949 GC             | 4 aprilie 1949     | Brooklyn⁠(d)             | Indiana University⁠(d)                                  |
| 1799 Koussevitzky   | 1950 OE             | 25 iulie 1950      | Brooklyn                | Indiana University                                     |
| 1800 Aguilar        | 1950 RJ             | 12 septembrie 1950 | La Plata Observatory⁠(d) | M. Itzigsohn                                           |